# Veprinac

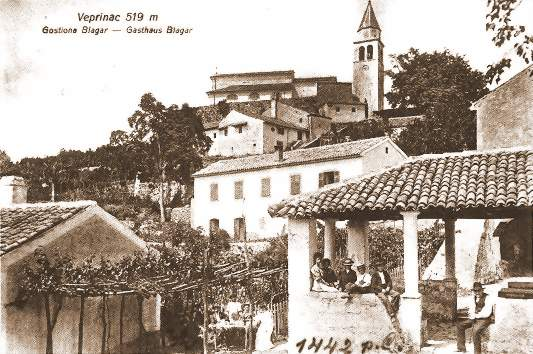
Veprinac auf einer alten Ansichtskarte

Veprinac ist ein Ortsteil der Küstenstadt Opatija in Kroatien, dessen mittelalterliche Kirchen und Befestigungsanlagen hoch über dem Meer in über 500 Metern Seehöhe liegen.

## Name
Der Name der Ortschaft leitet sich möglicherweise vom Stechenden Mäusedorn (kroatisch Veprina) ab, der in dieser Gegend sehr häufig vorkommt. Im Laufe der Geschichte waren die Bezeichnungen Veprinaz, Vepriniz, Vaprinitz, Vapriano und Apriano (italienische Bezeichnung) für den Ort Veprinac in Verwendung.

## Geschichte
In Veprinac sind vorrömische und römische Überreste nachweisbar. Das Kastell war ein Glied in der Festungskette Kastav – Veprinac – Mošćenice – Brseč entlang der istrischen Ostküste und diente seit jeher als Zufluchtsort für die Küstenbewohner. Im Jahr 1374 wird Veprinac im Testament des Hugo von Duino erstmals schriftlich erwähnt. Ende des 14. Jahrhunderts kam Veprinac unter die Herrschaft der Habsburger. Im 15. Jahrhundert wurde das Gebiet um Veprinac unter die Verwaltung der Orte Kastav und Mošćenice gestellt.
Aus dem Jahr 1507 ist das wertvolle Rechtsdokument Veprinački zakon in glagolitischer Schrift und kroatischer Sprache erhalten. Die Gemeindeordnung von Veprinac ähnelte demnach jener von Kastav und Mošćenice. Zwölf Svetnika (Räte) wurden jeweils am 6. Jänner durch das Einritzen der Stimmen auf einem Holzbrettchen gewählt. Die Stadt wurde vom Župan od leta (Präfekt für ein Jahr), dem Richter und seinem Assistenten geleitet. Dreimal im Jahr kam der Kapitän in die Stadt, um größeren Gerichtsverfahren vorzusitzen, die in der St. Annenkirche oder später in der Stadtloggia abgehalten wurden. Die glagolitische Schrift wurde bis ins 18. Jahrhundert verwendet.
Der ab 1880 aufstrebende Kurort Opatija wurde von Veprinac aus mit Milch, Holz und anderen landwirtschaftlichen Produkten versorgt. Kutschenfahrten in den Bergort gehörten zum Angebot für die Kurgäste.

## Sehenswürdigkeiten
- Die Markus-Kirche wurde im 14. Jahrhundert auf den Überresten der alten Burg erbaut. Die dreischiffige Kirche wurde 1680 barockisiert und beherbergt wertvolle Altäre, Fresken und antike Grabsteine. Der freistehende Kirchturm ist in der gesamten nördlichen Kvarner-Bucht zu erkennen. Vom Vorplatz der Kirche hat man eine hervorragende Aussicht auf Rijeka, Krk und Cres.
- Das erhaltene Stadttor besitzt einen gewölbten Durchgang. Im Erdgeschoß befindet sich ein enger Raum, der nach örtlicher Tradition als Gefängnis verwendet wurde.
- Die Loggia (Loža) vor dem Stadttor wurde und wird für öffentliche Veranstaltungen verwendet.
- Die kleine Kirche der heiligen Anna wurde 1442 westlich des Stadttores errichtet. An den Innenwänden befinden sich Zeichnungen mit rot umkreisten Kreuzen, Menschenfiguren und Schiffen als auch glagolitische Inschriften, die nach der Entfernung einiger Kalkschichten zum Vorschein kamen. An der Außenwand trägt ein großer Stein die Jahreszahl 1442.
- Die noch ältere Kirche der heiligen Maria ähnelt in Größe und Bauweise der St. Annenkirche. Die Jahreszahl 1860 über dem Türsturz weist auf eine Renovierung hin. Aktuell (2019) wird das Gebäude allerdings als Lagerraum verwendet.
- Die Kapelle der heiligen Jelena liegt etwa 300 Meter westlich der mittelalterlichen Gebäude.

## Freizeit
- Der steile Wanderweg Šumski put verbindet Veprinac mit Opatija. Auf diesem Weg wurden Brennholz und landwirtschaftliche Erzeugnisse zur Versorgung von Opatija ins Tal getragen. Am Rückweg wurde beispielsweise Heu von den tiefer gelegenen Grundstücken als Viehfutter nach Veprinac hochgetragen. Es gab sogar spezielle Raststellen zum Abstellen der schweren Rückenkörbe.